# Georgi Dimitrov
Pour les articles homonymes, voir Dimitrov et Georgi Dimitrov (homonymie).
Georgi Dimitrov, de son nom complet Georgi Dimitrov Mihaylov (en bulgare : Георги Димитров Михайлов, transcription française : Gueorgui Dimitrov Mihaïlov), né le 18 juin 1882 dans le village de Kovatchevtsi près de Pernik (région minière non loin de Sofia) et mort le 2 juillet 1949 au sanatorium de Barvikha près de Moscou, est un homme d'État bulgare. Il est président du Conseil des ministres de la république populaire de Bulgarie du 23 novembre 1946 à sa mort.
Dirigeant communiste, il mène l'insurrection infructueuse de 1923, ce qui le conduit à s'exiler en URSS, d'où il dirige l'Internationale communiste entre 1934 et 1943. Arrêté en Allemagne et jugé pour complicité dans l'incendie du Reichstag en 1933, il prouve son innocence lors du procès de Leipzig et acquiert une renommée internationale.
De retour en Bulgarie après la Seconde Guerre mondiale, il devient président du Conseil des ministres en 1946 et secrétaire général du comité central du Parti communiste bulgare en 1948. Proche du maréchal Tito, il tente avec celui-ci de former une Fédération balkanique réunissant la Bulgarie et la Yougoslavie, un projet suscitant la désapprobation de Staline. Il théorise également l'idée que le fascisme est le fait des éléments les plus radicaux du capitalisme.

## Origines et formation
Fils aîné d'un artisan et d'une femme au foyer, Georgi Dimitrov quitte l'école à l'âge de 12 ans pour devenir apprenti typographe.

## Parcours politique

### Débuts

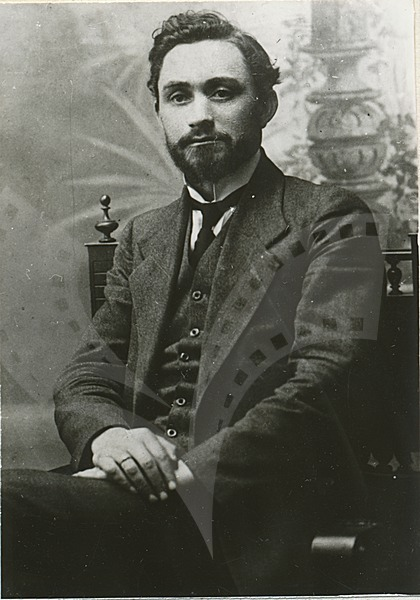
Georgi Dimitrov en 1911.

Il adhère en 1900 au Syndicat des imprimeurs de Sofia, dont il devient secrétaire et, en 1902, au Parti social-démocrate ouvrier bulgare (BRSDP). L'année suivante, ce parti se scinde en deux fractions : une « large » et une « étroite ». Dimitrov opte pour cette dernière, de tendance marxiste radicale. En 1909, il est élu à son Comité central. Devenu responsable d'un des plus grands syndicats de Bulgarie et remarqué par la police pour sa participation active aux mouvements de grève, il est arrêté à plusieurs reprises pendant les guerres balkaniques de 1912-1913 sous l'inculpation de « pacifisme ».
En 1913, il est élu député de l’Assemblée populaire de Bulgarie, fonction qu'il exerce pendant dix ans. Il refuse notamment de voter les crédits de guerre. Dans cette période précédant la guerre, il rencontre Liouba Ivochévitch, qui est sa compagne durant vingt-cinq ans. Elle est secrétaire du syndicat de l’habillement et rédactrice au journal syndical et au journal féminin du Parti. En 1914, Dimitrov s'oppose à la guerre, ce qui lui vaut plusieurs mois de prison. En 1919, le POSDB « étroit » devient membre du l'Internationale communiste et prend le nom de Parti communiste bulgare (BKP). En 1921, au troisième congrès de l'Internationale communiste (Komintern), à Moscou, Dimitrov rencontre Lénine. En 1922, il est élu au Comité central de l'Internationale syndicale rouge (Profintern).

### Exil en URSS

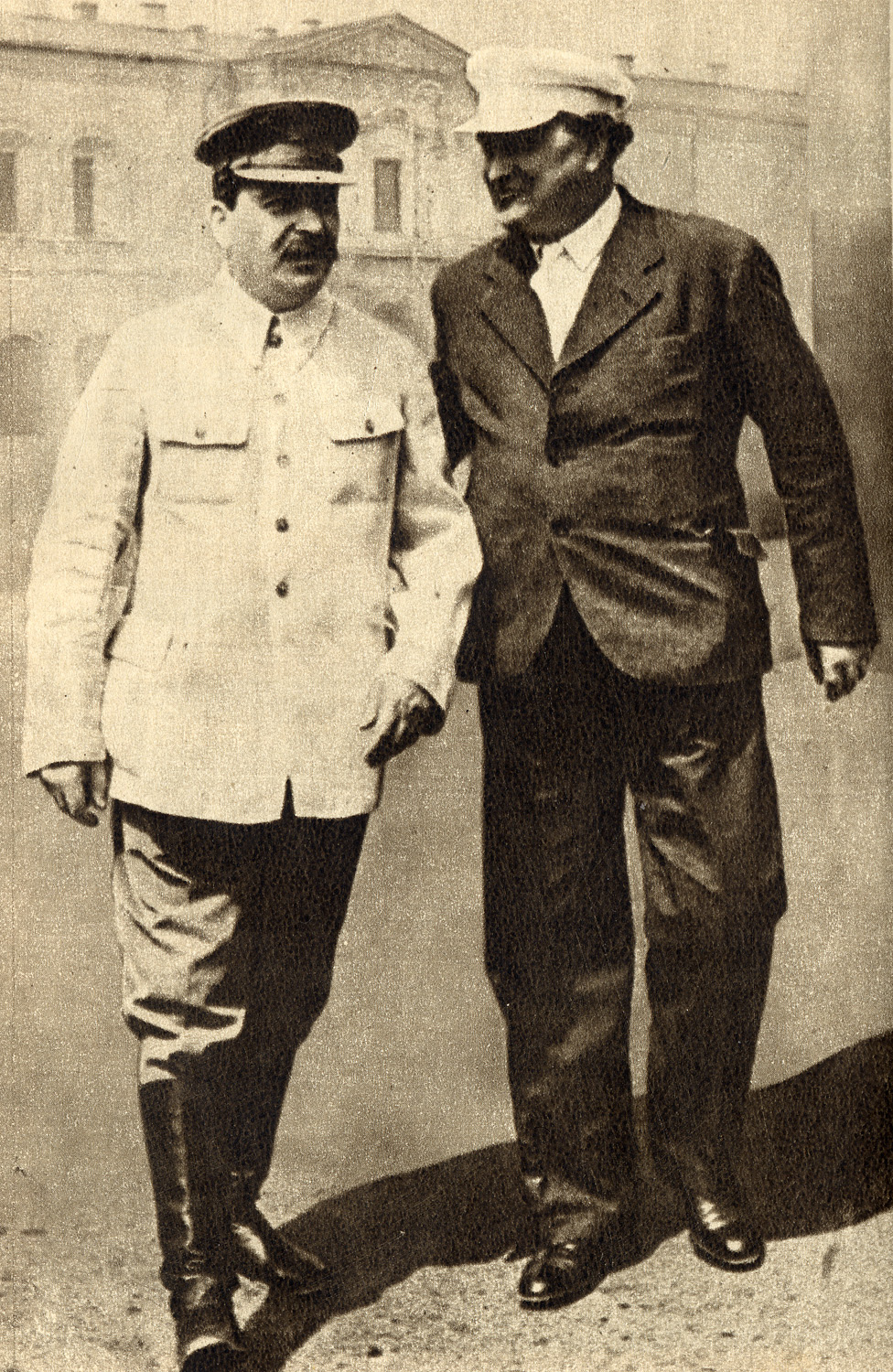
Georgi Dimitrov avec Joseph Staline en 1936.

Tourné vers l'action révolutionnaire dès l'adolescence, Georgi Dimitrov est, avec Vassil Kolarov, à la tête de l'insurrection communiste du 23 septembre 1923, dirigée contre Alexandre Tsankov, qui est à l'origine du coup d’État militaire du 9 juin 1923. Après l'échec de l'insurrection, le Parti communiste bulgare est interdit et décimé par la répression. Dimitrov, condamné à mort par contumace, quitte la Bulgarie pour l'Union soviétique, où il continue la lutte pour la cause communiste. 
Le 9 mars 1933, il est arrêté à Berlin, alors qu'il voyageait clandestinement, sous le prétexte de complicité dans l'incendie du Reichstag. Lors du procès qui se tient à Leipzig de septembre à décembre, il assure lui-même sa défense — aucun avocat de son choix n'ayant été accepté — avec détermination et charge ses accusateurs. Ce procès lui vaut une renommée mondiale, y compris en Allemagne. Dans Eichmann à Jérusalem, Hannah Arendt rapporte : « il ne reste qu'un homme en Allemagne, disait-on alors, et cet homme est un Bulgare ». Il est acquitté le 23 décembre 1933, mais maintenu en détention. Sa libération est prononcée le 27 février 1934, après que l'URSS lui a octroyé la citoyenneté soviétique et réclamé son expulsion vers son territoire,.
Dimitrov est secrétaire général du comité exécutif du l'Internationale communiste de 1934 à sa dissolution, en 1943. Il met en place la politique de Front populaire, esquissée dès 1934, qui prône une alliance des communistes, des socialistes et des démocrates. En 1935, il est aussi responsable de l'étude des questions du Parti communiste chinois. Avec Palmiro Togliatti et Wilhelm Pieck, il est également chargé de la direction de la fraction communiste de l'Internationale syndicale rouge (Profintern).
Le 17 juillet 1942, à la radio soviétique, il lance un appel pour la constitution d’un « Front de la patrie » regroupant tous les opposants à la collaboration de la Bulgarie avec l’Axe. Ce Front regroupe des communistes, des agrariens et des nationalistes anti-allemands, comme Kimon Georgiev.

### Dirigeant de la Bulgarie
Le 4 novembre 1945, après 22 années d'exil, Dimitrov retourne clandestinement sur le territoire du royaume de Bulgarie, occupé par l'Armée rouge. Il est élu à l'Assemblée populaire, puis succède en 1946 à Kimon Georgiev comme président du Conseil des ministres. La république populaire de Bulgarie est formée, conformément à Yalta et Potsdam, qui met fin au régime monarchique collaborationniste existant. Il devient secrétaire général du Parti communiste bulgare en décembre 1948.
Avec le dirigeant yougoslave Tito, il envisage un rapprochement entre la Bulgarie et la république fédérative socialiste de Yougoslavie pour former la Fédération balkanique. En 1947, il signe l’accord de Bled, qui prévoit la remise en cause des frontières entre les deux pays, la mise en place d'une union douanière et l'effacement des dettes de guerre bulgares par la Yougoslavie. Mais Dimitrov n'entend pas faire de son pays une sixième république yougoslave comme le souhaite Tito. Ces réticences et la volonté de Staline de prendre le contrôle de l'intégralité du bloc de l'Est font échouer les négociations,.
Dimitrov utilise les pratiques staliniennes : épuration des fascistes à la Libération, mais ensuite élimination des opposants ou supposés tels par tous les moyens (« procès », déportations, exécutions) et surveillance étroite de la population tout entière,.

### Mort

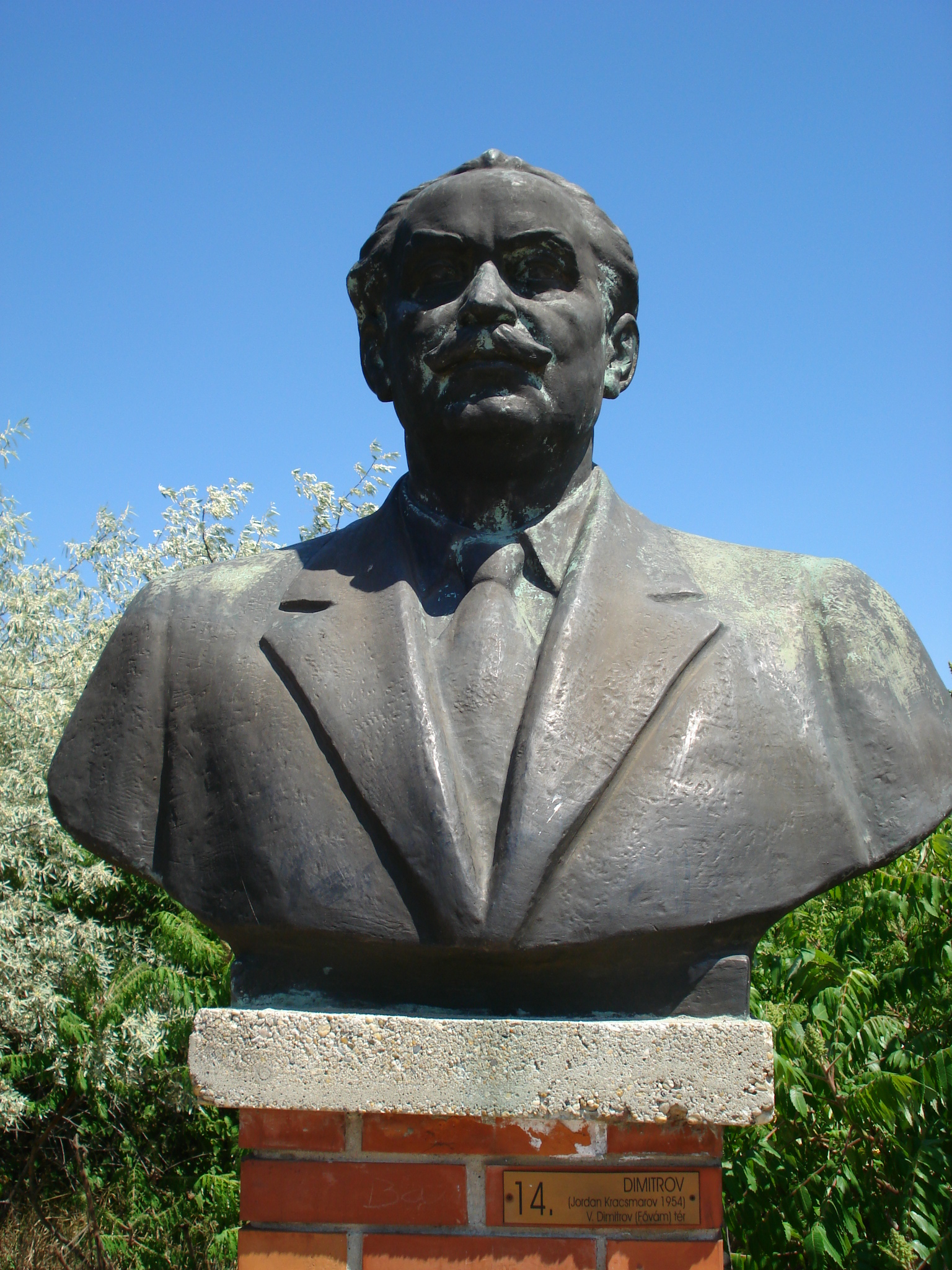
Statue de Georgi Dimitrov au Memento Park de Budapest.

Il meurt à 67 ans, le 2 juillet 1949, au sanatorium de Barvikha, près de Moscou, où il suivait un traitement médical. Des rumeurs d'empoisonnement sur ordre de Staline circulent. Ce dernier n'aurait pas apprécié le projet de Fédération balkanique, jugé trop grand et trop indépendant pour être contrôlé par Moscou. La cause officielle du décès est une cirrhose du foie signée par les médecins moscovites. La photo sur son lit de mort présente un visage transformé en un masque parcheminé, mais personne n'ose émettre officiellement le moindre doute sur le diagnostic. Au début du XXIe siècle, les historiens bulgares évitent toujours la question épineuse de sa mort.

## Postérité
Dimitrov a tenu un journal entre 1933 et 1949. Bien qu'expurgé de certaines parties, il est publié à Sofia en 1997 puis en France en 2006. Ce journal constitue une source importante pour l'histoire de l'Internationale communiste,.

## Hommages

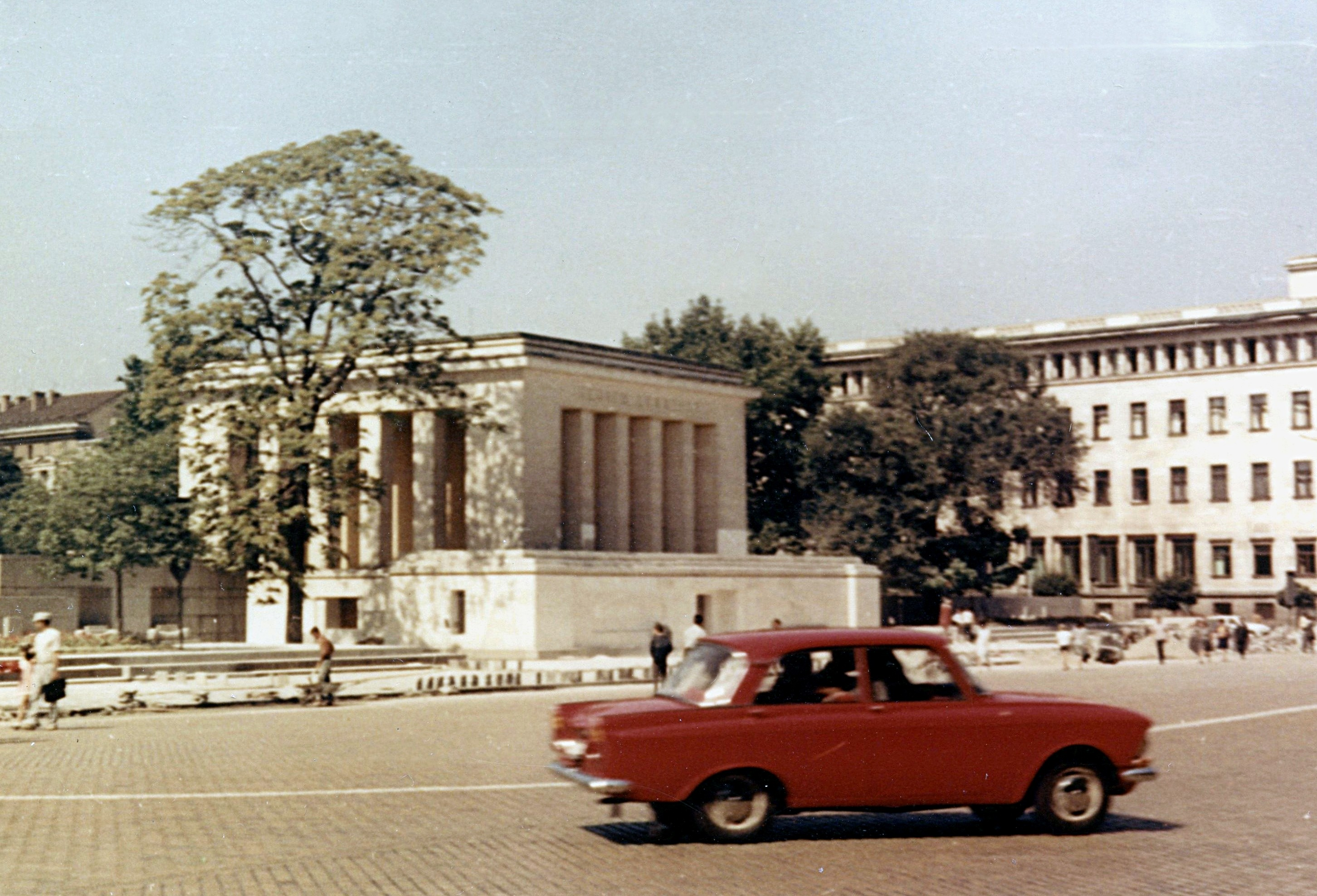
Mausolée de Georgi Dimitrov, détruit en 1999.

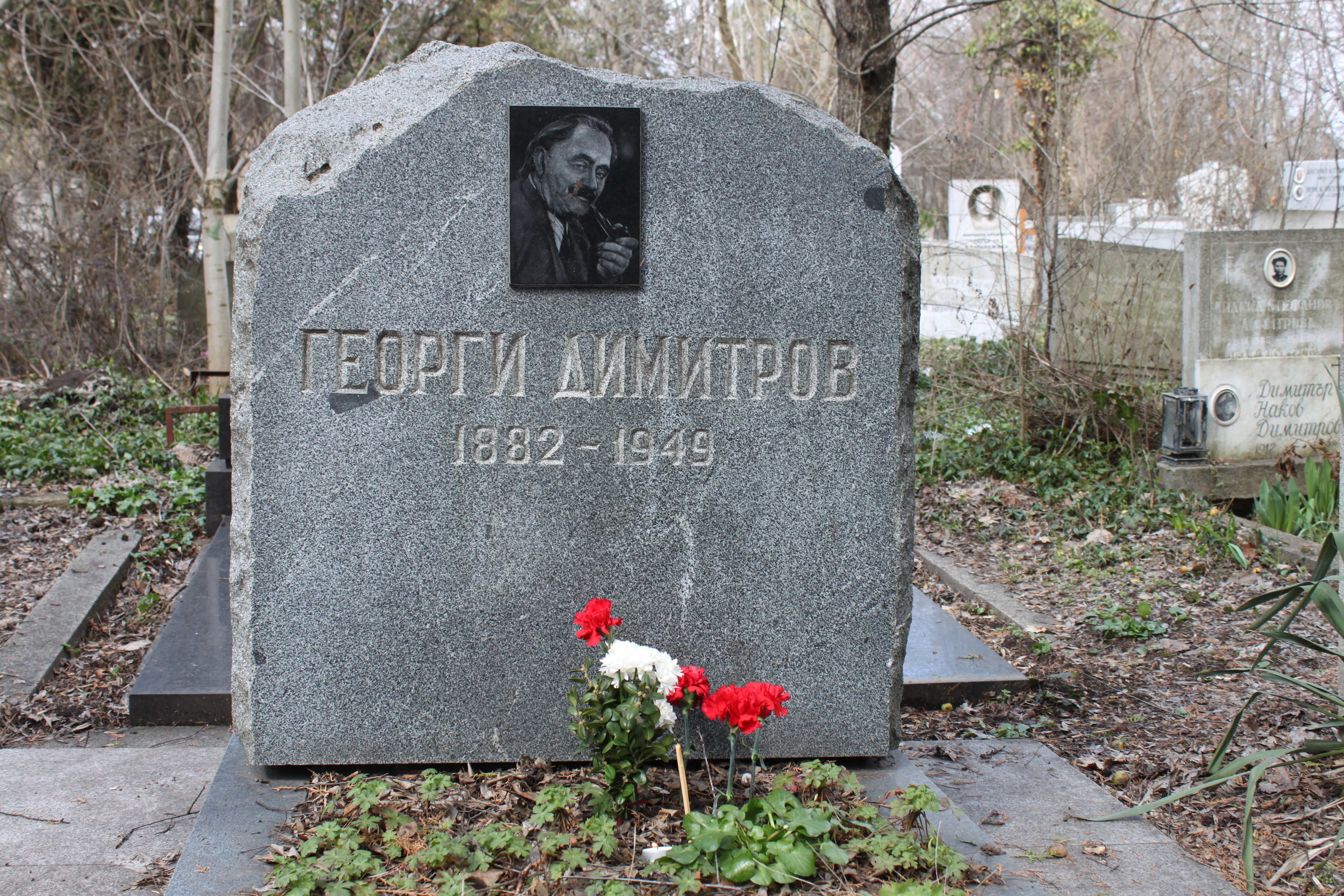
Tombe de Georgi Dimitrov au cimetière central de Sofia.

En 1947 est décidée la fondation d'une ville nouvelle, nommée Dimitrovgrad en l'honneur de Georgi Dimitrov ; l'objectif est la création d'un nouveau centre industriel moderne en même temps qu'une vitrine du régime communiste. Une statue de Dimitrov y est érigée, puis enlevée après le changement de régime. Mais cette décision s'avère très impopulaire et, en 2012, le conseil municipal de Dimitrovgrad prend la décision de remettre en place la statue. Toutefois, la statue reste finalement à même le sol, cachée derrière un bâtiment d'une jardinerie placée dans le principal parc de la ville. Des villes homonymes existent en Russie et en Serbie, également nommées en son honneur.
Le corps de Dimitrov est embaumé et un mausolée est édifié pour lui au cœur de Sofia, sur le modèle de celui de Lénine à Moscou. En 1990, après la chute du communisme, son corps est enterré dans le cimetière central de Sofia, puis le mausolée est détruit en 1999. Il s'agissait d'un des rares bâtiments en son genre dans le monde, et certains, comme la directrice adjointe de la galerie nationale Bissera Yossifova, regrettent sa disparition, déclarant : « Il aurait pu être transformé en musée de l'art socialiste ».
Liliana Déyanova écrit : « Le souvenir de Gueorgui Dimitrov est, d'une manière générale, le souvenir du Neuf septembre 1944 — « l'insurrection populaire » pour les uns, « un coup d'État assisté par l'Armée rouge » pour les autres — tracent la ligne de démarcation qui divise les Bulgares en deux grands groupes qui se comportent presque comme deux ethnies ennemies : bourreaux et victimes, vrais Bulgares et traîtres, communistes et fascistes, patriotes et agents de l'étranger, nous et eux, rouges et bleus (c'est la couleur de l'opposition anticommuniste) ».
Le nom de Dimitrov a été donné, dans nombre de pays communistes, à des places, rues, stations de métro, usines. Un astéroïde de la ceinture principale d'astéroïdes porte son nom : (2371) Dimitrov.
Un chant communiste grec, « Μαύρα κοράκια » (Mavra Korakia), lui est en partie consacré, décrivant son procès et « son chemin vers la potence »,.

## Publications
- Pour vaincre le fascisme, Paris, Éditions sociales internationales, 1935, 253 p. (OCLC 491634088).
- Journal 1933-1949, Belin, 2005, présentation par Gaël Moullec
- Pour vaincre le fascisme, introduction biographique de l'éditeur, Paris, 1935, Éditions sociales internationales, 251 p.  lire en ligne sur Gallica

## Dans la fiction
- 1955 : Ernst Thälmann – Führer seiner Klasse, film de Kurt Maetzig, joué par Georges Stanescu.
- Dans le roman de Laurent Binet La Septième Fonction du langage, Dimitrov apparaît comme personnage (chapitre 36).